# Mateusz Chowaniec
Mateusz Chowaniec (Katowice, 3 de octubre de 2003) es un deportista polaco que compite en natación, especialista en el estilo libre. Ganó dos medallas de plata en el Campeonato Europeo de Natación de 2024, en las pruebas de 4 × 100 m libre y 4 × 100 m libre mixto.

## Palmarés internacional
| Campeonato Europeo | Campeonato Europeo | Campeonato Europeo | Campeonato Europeo    |
| Año                | Lugar              | Medalla            | Prueba                |
| ------------------ | ------------------ | ------------------ | --------------------- |
| 2024               | Belgrado (Serbia)  | Medalla de plata   | 4 × 100 m libre       |
| 2024               | Belgrado (Serbia)  | Medalla de plata   | 4 × 100 m libre mixto |